# Johan Van Mullem
Johan Van Mullem, né en 1959 au Congo, est un artiste belge multidisciplinaire, peintre, dessinateur et sculpteur mais aussi designer, poète et musicien. Il est connu principalement pour ses représentations de visages.

## Biographie

### Jeunesse et formation
Johan Van Mullem est né au Congo en 1959 de parents belges. Son père, ingénieur agronome est appelé à voyager fréquemment. Après un séjour à Bruges où il est éduqué en néerlandais, la famille passe notamment sept ans en Tunisie où Johan Van Mullem apprend le français. Son père devient ensuite diplomate et les voyages se succèdent, en Angleterre notamment, dont il revient pour étudier l'architecture à l'Institut supérieur d'architecture de La Cambre à Bruxelles pour plaire à ses parents, lui-même souhaitant apprendre le dessin ou la musique,. Il n'exercera jamais ce métier mais, avant de pouvoir se consacrer à sa passion du dessin, il est scénographe à la Monnaie à Bruxelles, enseignant, vendeur et finalement directeur de l'Urbanisme et du Patrimoine de la commune d'Ixelles. Ce n'est que durant les années 2000 qu'il décide de se consacrer entièrement au dessin et à la peinture, aidé par une galerie anglaise. 
Il vit et travaille près de Bruxelles, à Rhode-Saint-Genèse.

### Carrière artistique
Johan Van Mullem est un artiste autodidacte. Il commence à dessiner à l'âge de cinq ans et n'a jamais arrêté depuis. Ses premiers dessins sont des portraits au stylo, medium qu'il continue ensuite à utiliser. Il dessine frénétiquement, remplit de graffitis des sous-mains, des petits cartons... Il considère que le dessin est à l’origine de la peinture.
Au début des années 1990, Johan Van Mullem suit des cours de gravure à l’École des Arts d’Ixelles. Par la suite, il peint avec des encres de gravure et d'imprimerie diluées en superposant les couches, ce qui confère à son œuvre une luminescence et une profondeur toutes particulières,.
Depuis ses débuts, le visage est le sujet principal de l'œuvre de Johan Van Mullem, des visages burinés, tourmentés, marqués par la vie, l’âge, les émotions, qui disparaissent ou émergent d'un halo de lumière ou de fumée « Ce ne sont pas des portraits, ils ne représentent personne en particulier. Je préfère dire que ce sont des visages. [...] Au départ, il y a un vrai visage, avec des yeux, un nez, une bouche… Je peins, j’efface, je repeins. Pour chaque peinture, il y a eu 20 ou 30 visages. Tout ce travail se fait de manière naturelle et inconsciente. Depuis que je suis petit, je dessine des visages. Je n’ai aucune culture artistique, pas de bagages, je ne me revendique d’aucun mouvement. D’ailleurs, je ne les connais pas. » ,,,. Il traite également ce thème des visages dans son travail de sculpture avec des terres crues émaillées de la série Serendipity. 
Bien qu'il se réclame de n'appartenir à aucun style particulier, des rapprochements sont souvent faits avec le travail de Francis Bacon, Francisco de Goya et l'école flamande. 
Il réalise de petits dessins au stylo dans des boîtes de cigares ou des petits cartons aussi bien que de grands formats peints sur des rouleaux de papier qu'il déroule au fur et à mesure. Il dessine notamment de très grandes œuvres en noir et blanc au crayon comme Reverence, au marqueur comme My Temptation (2022) ou à l'encre comme Daydream, ou Inside a stone (2020). 
Durant la crise sanitaire liée au Covid 19, il se tourne vers la couleur et peint des toiles plutôt abstraites d'où émergent des paysages ou des végétaux : Blue nostalgia, Piece of land, Corals,... 
Ses peintures font partie de grandes collections privées et des collections de musées à travers le monde : musée d'Ixelles, Londres, New York, Dubaï, Abu Dhabi, Los Angeles...  
Johan Van Mullem est également sculpteur et écrit des poèmes, sous forme de haikus,.  

## Expositions personnelles
2010
- Chapelle de Boondael, Ixelles
- Galerie Anarto, Anvers

2011
- Galerie Arthus, Bruxelles

2012
- Movements of the Soul, galerie Andipa Londres

2013
- Rebirth, Hus Gallery Londres

2014
- Meta Morphoses, Galerie Macadam, Bruxelles
- Galerie C24, New York

2015
- Face à Face, Galerie Schwab Beaubourg, Paris
- Fiat Lux, HUS Gallery Londres

2016
- Galerie Duchoze Contemporain, Rouen
- Galerie Espace B, Glabais[15]
- De Anima, The Unit London, Londres[16]

2017
- 3 Espaces, 3 Univers, Galerie Loo & Lou Paris[8]
- Musée d'Ixelles[5],[10]

2018
- Bleu-Topique, Musée de Mougins[17]

2019
- Reverence, Unit London, Londres[18]
- Apnea, GR Gallery[11]

2022
- ATARAXIE, Galerie Loo & Lou, Paris[19]

2023
- For Love's S(n)ake!, Musées royaux des Beaux-Arts de Belgique, Bruxelles. Commissaire Sophie Hasaerts[20]

## Publication
- Paysages Haïkus, écrit et illustré par Johan Van Mullem, 2020  (ISBN 9781714790555)